# 查理月刊
查理月刊（法語：Charlie Mensuel），簡稱查理（Charlie）， Mensuel是法語的月刊之意。查理月刊是一本法國的漫畫雜誌，每月出刊一期。它創刊於1969年2月，停刊於1986年2月。
它的副標題是：「充滿幽默和漫畫的雜誌」，曾使用於宣傳的口號是「可以坐在沙發上邊咬巧克力邊讀的雜誌」。這本雜誌的出刊靈感是受到另一本義大利漫畫雜誌《奈勒斯》（Linus）的啟發，該雜誌將許多經典漫畫轉載至義大利，而奈勒斯之名即引自《花生漫畫》中的虛構人物：奈勒斯·潘貝魯特；所以，查理月刊同樣的將許多經典漫畫轉載至法國，「查理」之名即引自花生漫畫的另一個虛構人物查理布朗。同時，查理月刊在其創刊號中也寫了一篇專文，向法國人介紹了花生漫畫的作者查爾斯·舒茲。

## 簡史
查理月刊於1969年2月正式出版，由Delfeil de Ton和Georges Bernier共同創辦。它的首任總編輯是Delfeil de Ton，但歷任總編中最重要的是乔治·沃林斯基（Georges Wolinski），他在1970至1981年間擔任總編。查理月刊模仿另一本義大利雜誌《奈勒斯》，率先轉載了許多經典漫畫到法國，例如《瘋狂貓》（Krazy Kat）、《安迪·卡普》（Andy Capp）、《花生》（Peanuts）等。
1970年，《Hara-Kiri週刊》因為出版禁令被迫停刊，該雜誌的大部分人員很快的遷移到新成立的雜誌辦公室繼續出刊，這份新的雜誌就取用了查理月刊的「查理」二字。
1981年9月，查理月刊第一次停刊，後被Éditions Dargaud收購，於1982年4月復刊，並出版至1986年2月停刊，3月之後被併入到《Pilote》雜誌，改稱為《Pilote et Charlie》。不過新名稱也只持續到1988年9月1日，之後該雜誌又改回原名Pilote，至此查理月刊完全消失。

## 外部連結
- （法文）La mémoire de Charlie Mensuel （页面存档备份，存于） ：歷年各期查理月刊的索引頁。